# 紐西蘭國立博物館

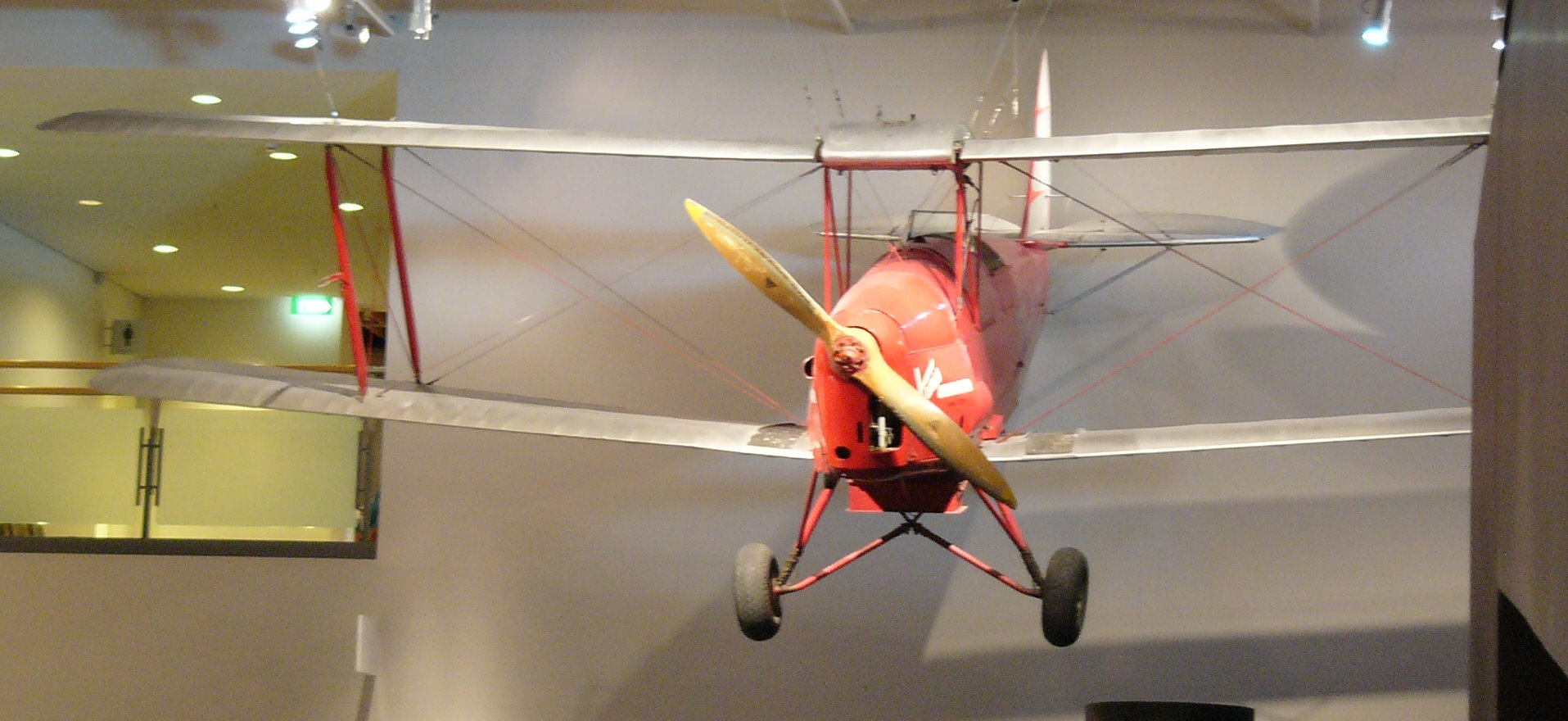
館內展出的飛機。

新西兰蒂帕帕国立博物馆（Museum of New Zealand Te Papa Tongarewa）是新西兰的国家博物馆兼艺术展馆。该馆的前身是殖民博物館（Colonial Museum），始建于1865年。1988年，新西兰政府提出了新博物馆的建立计划。1992年，新西兰国立博物馆法案在议会通过。1998年，博物馆正式运营。该馆常被称作Te Papa或Our Place，其中Te Papa来自毛利用语，中文可翻译为“蕴藏在这个地方的宝物”。新西兰国立博物馆坐落于首都惠灵顿。博物馆展览主要以新西兰传统文化为主题，此外馆内还有藏有世界上最大的乌贼标本。。

## 历史

### 新西兰疆域博物馆 （New Zealand Dominion Museum）
新西兰蒂帕帕国里博物馆的最早前身可追溯于新西兰殖民博物馆。 该馆由James Hector始建于1865年，位于博物馆大街 （Museum Street）。 在1930年左右， 该博物馆迁移至坐落在Buckle大街的新西兰疆域博物馆（New Zealand Dominion Museum building）， 而这里也正是新西兰国家艺术展馆 National Art Gallery of New Zealand的所在地。

### 新西兰国家艺术展馆（National Art Gallery）
新西兰国家艺术展馆（National Art Gallery）位于新西兰首都惠灵顿的Buckle大街。 该馆始建于1936年，其中第一层由新西兰疆域博物馆New Zealand Dominion Museum building所组成。该馆的成立源于“1930年国家艺术展馆与疆域博物馆条约”的顺利通过。 早期的陈列的展览品大部分来自诸如 Sir Harold Beauchamp, T. Lindsay Buick, Archdeacon Smythe, N. Chevalier, J. C. Richmond, William Swainson, Bishop Monrad, Sir John Ilott 以及Rex Nan Kivell等名流的捐献。

### 蒂帕帕國立博物館（Te Papa）
蒂帕帕國立博物館始建于1992年，源于新西兰蒂帕帕國立博物館条约的顺利通过。官方首次于1998年的2月14日正式运营，Sir Peter Blake 与新西兰首相Jenny Shipley主持了开馆典礼。该馆的日程运营主要由新西兰文化部所成立的理事会所承担。在运营之初的5个月中，有超过100万的游客慕名前来参观。在这之后，平均每年的游客数量都会在100至130万左右。

## 博物馆建筑
蒂帕帕国立博物馆的主建筑位于新西兰首都惠灵顿的Cable大街。该建筑共由6层展馆，咖啡馆以礼品店所组成，营造的主题为“新西兰传统文化”。与此同时，馆外还联通人造洞穴，丛林及湿地。第二栋主建筑是位于Tory大街的研究所，尚未对大众开放。这所博物馆由Jasmax所设计，在1998年竣工时，共计花费了300万纽币。归功于先进的新西兰建筑技术，博物馆自身能够极大的减轻地震带来的损害。

## 博物馆藏品

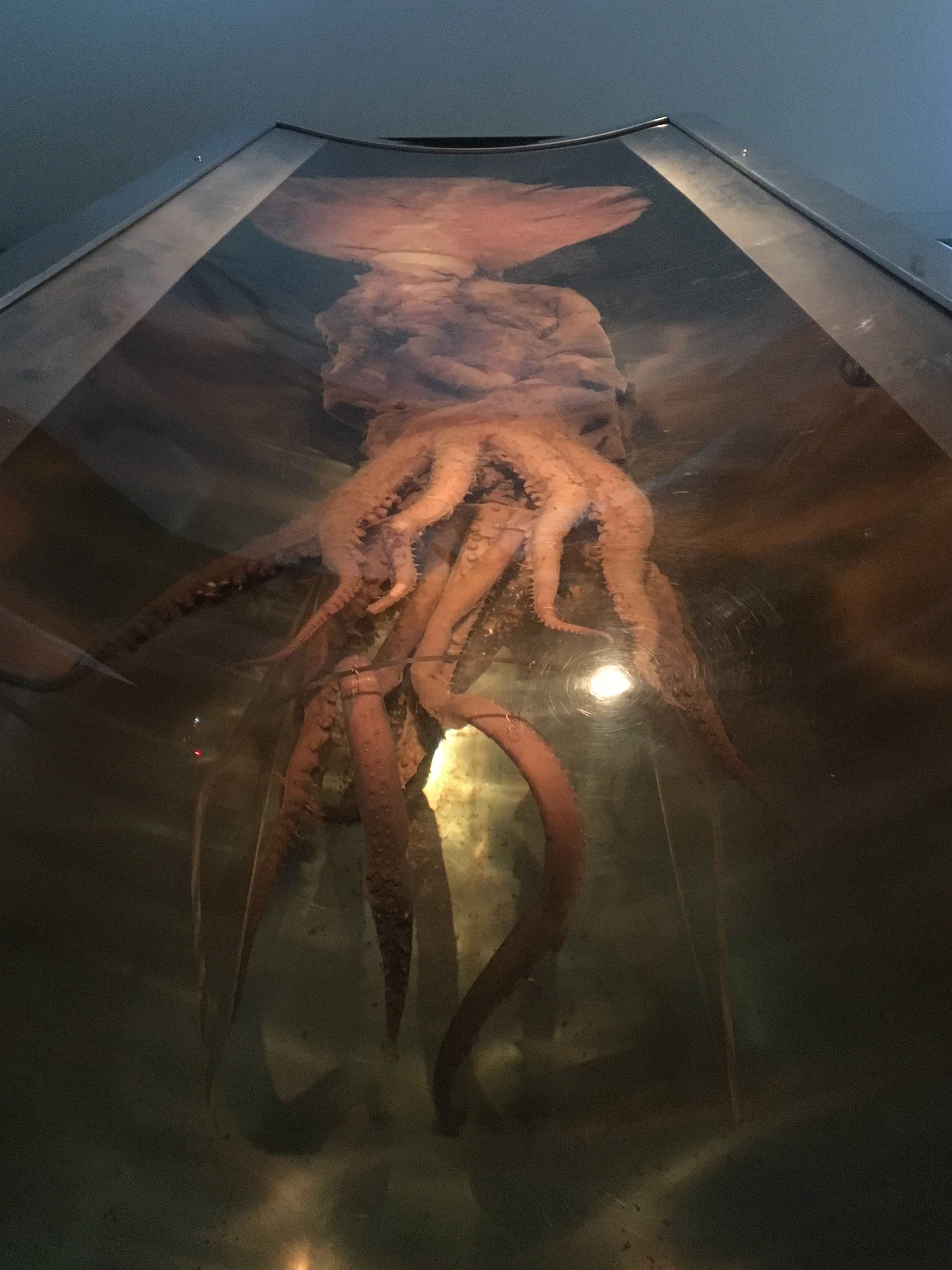
大王酸漿魷標本。

蒂帕帕国立博物馆的藏品可在展览品专栏网页自动查找。
历史收藏包含了新西兰早期的各种衣物纺织品，最早的可追溯至16世纪。与此同时， 还有新西兰邮票的专题展览，共计两万张邮票与格式相关的物品均陈列在馆内。此外，太平洋岛国主题的展览则包含了来自周边太平洋岛国的早期与近现代物品，共计一万三千件。具有珍贵价值的科学展览由早期的化石与动物考古学相关物品构成，共计二十五万的标本均由博物馆展出，其中包括了七万多的珍贵鸟类标本，各类两栖动物，哺乳动物以及爬行动物的相关标本。博物馆拥有世界上最大的稀有乌贼标本，该标本于2007年3月由新西兰渔夫在南极洲捕捉，并在这之后转交给新西兰国立博物馆。文化展览主要由旧照片，毛利至宝与太平洋文化几个专题组成。